# Tczów (gmina)
Pour les articles homonymes, voir Tczów.
La gmina de Tczów est un district administratif situé en milieu rural du powiat de Zwoleń dans la voïvodie de Mazovie, dans le centre-est de la Pologne.
Son siège administratif (chef-lieu) est le village de Tczów, qui se situe à environ 9 kilomètres à l'ouest de Zwoleń (siège de la Powiat) et à 104 kilomètres au sud de Varsovie (capitale de la Pologne).
La gmina couvre une superficie de 72,12 kilomètres carrés pour une population de 4 877 habitants en 2006.

## Histoire
De 1975 à 1998, la gmina appartenait administrativement à la voïvodie de Radom.

## Géographie

### Villages
La gmina de Tczów comprend les villages et localités de :

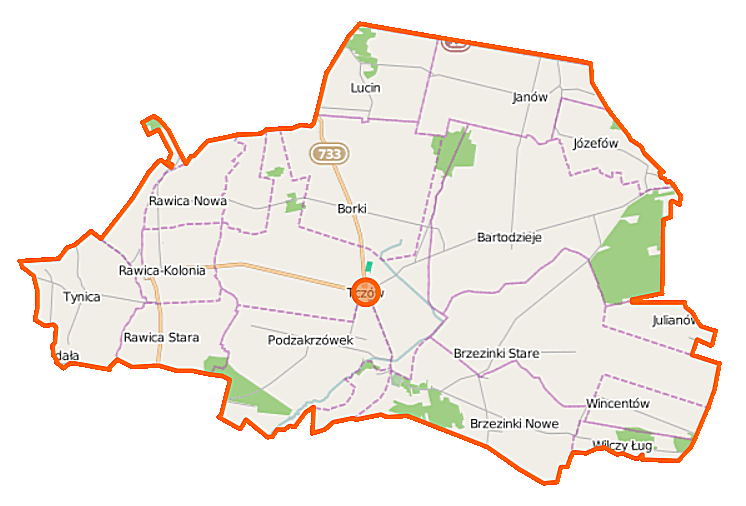
Plan de la gmina

- Bartodzieje
- Borki
- Brzezinki Nowe
- Brzezinki Stare
- Janów
- Józefów
- Julianów
- Kazimierzów
- Lucin
- Podzakrzówek
- Rawica Nowa
- Rawica Stara
- Rawica-Józefatka
- Rawica-Kolonia
- Tczów
- Tynica
- Wincentów

### Gminy voisines
La gmina de Tczów est bordée des gminy de :
- Gózd
- Janowiec
- Kazanów
- Skaryszew
- Zwoleń

## Structure du terrain
D'après les données de 2002, la superficie de la commune de Tczów est de 72,12 km2, répartis comme telle :
- terres agricoles : 88 %
- forêts : 7 %

La commune représente 12,63 % de la superficie du powiat.

## Démographie
Données du 30 juin 2004 :
| Description        | Total  | Total | Femmes | Femmes | Hommes | Hommes |
| ------------------ | ------ | ----- | ------ | ------ | ------ | ------ |
| Unité              | Nombre | %     | Nombre | %      | Nombre | %      |
| Population         | 4 906  | 100   | 2 388  | 48,7   | 2 518  | 51,3   |
| Densité (hab./km²) | 68     | 68    | 33,1   | 33,1   | 34,9   | 34,9   |